# Heyda (Lossatal)
Heyda ist ein Ortsteil der Gemeinde Lossatal im Landkreis Leipzig in Sachsen. Der Ort liegt südöstlich von Falkenhain an der Lossa. Am nördlichen Ortsrand verläuft die Kreisstraße K 8312.

## Geschichte
Am 1. Januar 2012 wurde Heyda nach Lossatal eingemeindet. Vor der Eingemeindung nach Lossatal gehörte es seit dem 1. Dezember 1972 zur Gemeinde Falkenhain.

## Kulturdenkmale
In der Liste der Kulturdenkmale in Lossatal sind für Heyda fünf Kulturdenkmale aufgeführt, darunter
- das Rittergut Heyda, eine barocke Schlossanlage